# Марія Іск'єрдо
Марія Іск'єрдо (ісп. María Izquierdo; 30 жовтня 1902, за іншими відомостями — 1906, Сан-Хуан-де-лос-Лагос — 3 грудня 1955, Мехіко) — мексиканська художниця.

## Життєпис
У п'ять років втратила батька, з сім'єю бабусі жила в Агуаскальєнтесі, Торреоні, Сальтільйо. В школі Сальтільйо почала вчитися живопису. В 14 років вийшла заміж, народила трьох дітей, коли їй ще не виповнилося двадцяти. 1927 року приїхала до Мехіко, розійшлася з чоловіком, вступила до художньої Академії Сан-Карлос, де навчалася протягом року. Слухала курс історії мистецтва, який читав видатний мексиканський філософ Антоніо Касо. Познайомилася з Дієго Ріверою. Стала подругою Руфіно Тамайо, який був її наставником у техніці живопису (гуаш, акварель) і вплинув на її манеру формативного періоду 1929—1933 років.
Після відходу з Академії жила в Агуаскальєнтесі і Сальтільйо. 1944 року знову вийшла заміж, у 1953 і цей шлюб розпався.
Перша персональна виставка Іск'єрдо відбулася в галереї Палацу образотворчих мистецтв у Мехіко (1929, передмову до каталогу написав Дієго Рівера). Того ж і наступного року її роботи експонувалися в Нью-Йорку — це була перша виставка мексиканської художниці за межами Мексики. Експозиція включала чотирнадцять картин, серед яких натюрморти, портрети і пейзажі. 1930 року Американська федерація мистецтв представила в музеї Метрополітен виставку мексиканського народного мистецтва та живопису, до якої увійшли роботи Руфіно Тамайо, Марії Іск'єрдо, Дієго Рівери і Аґустіна Лазо. Від 1929 художниця працювала також у техніці гравюри.
Від 1935 року Іск'єрдо викладала в Школі пластичних мистецтв (Escuela de Artes Plásticas) при Секретаріаті народної освіти і була членом Ліги професійних і творчих діячів (Ліга революційних письменників і художників). Вона також була членом-засновником Casa de Artistas de América (Будинок американських художників).
Коли французький поет і теоретик сюрреалізму Антонен Арто подорожував Мексикою, він був зачарований роботами Іск'єрдо, і описав її картини як «чесні, спонтанні, примітивні і тривожні». Через свою дружбу з Арто Іск'єрдо прийняла деякі принципи сюрреалізму. Завдяки його впливу художниця змогла виставитися в Парижі 1937 року.
Як жінка-художник, Марія Іск'єрдо страждала від монополії муралістів Дієго Рівери, Хосе Ороско і Альфаро Сікейроса, які систематично блокували її спроби написати фрески в Мехіко. 1948 року з Іск'єрдо розірвали контракт на цикл розписів у Палаці федерального округу. На думку Рівери, жінка не володіла необхідними якостями для виконання стінових робіт, і художниці б не вистачило ні таланту, ні досвіду, щоб завершити такий великий проект. Донині збереглися лише ескізи настінного проєкту Марії Іск'єрдо.
Марія Іск'єрдо чинила опір цьому тиску протягом усього життя. В своїй книзі «La mujer y el arte mexicano» художниця пише: «Народитися жінкою і мати талант — злочин».
1948 року Іск'єрдо перенесла інсульт і була частково паралізована. Завдяки своїй силі волі вона змогла продовжити малювати, але через силу і не досягнувши попереднього рівня. Марія Іск'єрдо померла в Мехіко 3 грудня 1955 року.
25 жовтня 2002 року, через сто років після народження художниці, Національна комісія з мистецтва та культури в Мехіко оголосила роботи Марії Іск'єрдо національною культурною спадщиною (Artistico de la Nación). Таким чином вона отримала заслужене місце поміж інших великих художників свого часу — Хосе Клементе Ороско, Давида Альфаро Сікейроса, доктора Атля і Фріди Кало.

## Творча манера
Живопис Іск'єрдо (пейзаж, портрет, натюрморт) відрізняється інтенсивністю колірного рішення. Її зближують з сюрреалізмом, хоча вона значно ближча до народного мистецтва, примітиву, живопису Матісса.

## Роботи онлайн
| - Retrato de Belem, 1928 - La Sopera, 1929 - El teléfono, 1931 - Hombre con caballo, 1932 - Naturaleza muerta, 1932 - El domador, 1932 - Calvario, 1933 - Alegoría del trabajo, 1936 - Alegoría de la libertad, 1937 - La raqueta, 1938 - Caracoles, 1939 - Retrato de Juan Soriano, 1939 - Ensayo de Ballet, 1939 [Архівовано 5 березня 2016 у Wayback Machine.] - El circo, 1939 [Архівовано 4 березня 2016 у Wayback Machine.] | - El mantel rojo, 1940 - El ronzal azul, 1940 - Estación tropical, 1940 - Escena de circo, 1940 - El baile del oso, 1940 - Retrato de María Asúnsolo, 1941 - El alhajero, 1942 [Архівовано 20 травня 2009 у Wayback Machine.] - Mi tía, mi amiguito y yo, 1942 - Guachinango, 1943 [Архівовано 20 травня 2009 у Wayback Machine.] - Troje, 1943 - Orquídeas, 1944 - Viernes de Dolores, 1944 — 45 - La tierra, 1945 - Coscomates, 1945 | - Retrato de Edmé Moya, 1945 - Zapata, 1945 - Payasos, 1945 - Autorretrato, 1946 - Naturaleza muerta con huachinangos, 1946 [Архівовано 20 травня 2009 у Wayback Machine.] - Armario abierto, 1946 - Llamas de Machu Pichu, 1946 - Caballos en el río, 1946 - El idilio, 1946 - La niña indiferente, 1947 [Архівовано 11 березня 2016 у Wayback Machine.] - Autorretrato, 1947 - Alacena, 1947 - La soga, 1947 |

## Визнання

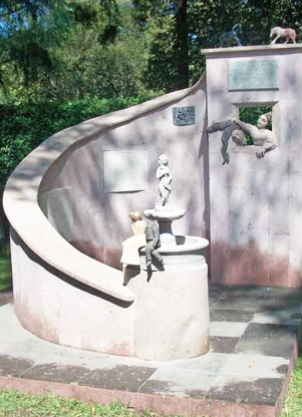
Гробниця Марії Іск'єрдо в Ротонді видатних діячів Мехіко.

Прізвищем художниці названо кратер на Меркурії ( [Архівовано 23 вересня 2020 у Wayback Machine.]).
В листопаді 2012 останки художниці перепоховано в Ротонді видатних діячів.